# 절연 내력
절연 내력(絶緣耐力, dielectric strength)이라는 용어는 물리학에서 다음과 같은 의미를 갖는다.
- 순수 전기 절연 재료의 경우, 재료가 이상적인 조건에서 전기 파괴를 겪지 않고 전기 전도성이 되지 않고(즉, 절연 특성이 손상되지 않고) 견딜 수 있는 최대 전기장이다.
- 유전체 재료의 특정 부분과 전극 위치에 대해 항복을 초래하는 최소 인가 전기장(즉, 인가 전압을 전극 분리 거리로 나눈 값)이다. 이것이 항복전압의 개념이다.

재료의 이론적 절연 내력은 벌크 재료의 고유한 특성이며 재료의 구성이나 전계가 적용되는 전극과 무관한다. 이 "고유 절연 내력"은 이상적인 실험실 조건에서 순수 재료를 사용하여 측정되는 것과 일치한다. 고장이 발생하면 전기장은 결합된 전자를 방출한다. 적용된 전기장이 충분히 높으면 배경 방사선의 자유 전자는 애벌랜치 항복(avalanche Breakdown)으로 알려진 과정에서 중성 원자 또는 분자와의 충돌을 통해 추가 전자를 방출할 수 있는 속도로 가속될 수 있다. 고장은 매우 갑작스럽게(일반적으로 나노초 단위) 발생하여 전기 전도성 경로가 형성되고 재료를 통해 파괴적인 방전이 발생한다. 고체 물질의 경우 파손이 발생하면 절연 성능이 심각하게 저하되거나 심지어 파괴된다.

## 같이 보기
- 항복 전압
- 비유전율
- 리히텐베르크 모양